# Trnucha říční
Trnucha říční, též trnucha thajská (Himantura chaophraya), dříve známá pod binomickým jménem Urogymnus polylepis, je obří sladkovodní rejnok z rodu Himantura, čeleď trnuchovití. Žije ve větších řekách a v říčních ústích v Indočíně a na Borneu. Patří k největším sladkovodním parybám na světě – dorůstá průměru disku 1,9 až 2,4 m, celkové délky (včetně ocasu) okolo 5 m a může dosáhnout hmotnosti více než 300 kg.
Trnucha říční obývá písčité a bahnité dno a loví zde malé ryby a bezobratlé. Je živorodá. V jednom vrhu mohou být až čtyři mláďata. Tento druh čelí velkému rybářskému tlaku hlavně kvůli masu, zejména ve středním Thajsku a v Kambodži. Řada trnuch končí také v akváriích. Proto také Mezinárodní svaz ochrany přírody (IUCN) označil tento druh za ohrožený.

## Taxonomie
Trnuchu říční poprvé popsal ichtyolog Pieter Bleeker v roce 1852 v časopisu Verhandelingen van het Bataviaasch Genootschap van Kunsten en Wetenschappen. Jeho práce byla založena na úlovku mladého jedince, který měl 30 cm v průměru a pocházel z indonéské Batávie (dnes Jakarta). Bleeker tento nový druh pojmenoval polylepis. Jeho popis byl však dlouho přehlížen. V roce 1990 byl druh přezkoumán znovu, tentokrát Supapem Monkolprasitem a Tysonem Robertsem. Dali mu název Himantura chaophraya, který se používá nejčastěji.

## Popis
Tělo je uzpůsobeno přisedlému životu na dně, je zploštělé v horizontálním směru, s vystupující hlavou, což trnuše umožňuje pozorovat okolí, když je zahrabána v písku. Má tvar relativně tenkého oválného disku s ostrým zakončením na stranách, kde se nacházejí ploutve, jež umožňují pohyb. Na vrcholku těla se nacházejí dvě malé oči. Na hřbetě se táhne vystouplá část těla, která přechází do tenkého hladkého ocasu, jenž má vzhled biče, měří 1,8 až 2,5krát tolik co tělo. Vpředu má protáhlý špičatý čumák. Tento druh je na hřbetě šedohnědý a na břiše bílý, okraje disku jsou černé. Jedovatý trn se nachází na vrchní straně ocasu poblíž kořene a dosahuje délky až 38 cm, což je nejvíce ze všech trnuch.
Paryba dosahuje šíře disku až okolo 2 metrů. Celková délka může přesáhnout 4,6 metru. Samci dosahují pohlavní dospělosti při šířce disku asi 107 cm. Hmotnost dospělých kusů se pohybuje okolo 100 až 300 kg a podle zpráv rybářů to může být i 500 až 600 kg.

## Rozšíření
Tento druh se nachází v říčních systémech a ústí velkých řek v Indočíně, jako jsou Mekong, Čao Praja, Nan, Meklong, Bangpakong, Prachin Buri, Tapi, Kinabatangan a Buket, a na Borneu v řece Mahakam.
Je možné, že žije i v deltě Gangy, Iravádí a dalších řek jižní a jihovýchodní Asie.

## Biologie

### Potrava
Trnucha říční se běžně živí potravou, kterou nachází na říčním dně. Tomu jsou uzpůsobena i její ústa s dvojicí čelistí, jež slouží k drcení, a malými zuby, které rozmělňují stravu na jemno. Jejich strava se skládá převážně z menších ryb a bezobratlých, především korýšů. Zřejmě se živí i žížalami žijícími při okrajích řek.

### Chování, biotop
Obří sladkovodní rejnoci jsou usedlí společenští živočichové. Jejich usedlost se projevuje tím, že obecně zůstávají žít v rámci určité skupiny ve stejném říčním systému, v němž se zrodili. Pravděpodobně jsou schopni vzájemně komunikovat prostřednictvím elektrických impulzů vysílaných tělem, podobně jako je tomu u jiných druhů rejnoků. Tito sladkovodní rejnoci se obvykle nacházejí nad bahnitým nebo písčitým dnem ve velkých řekách, v estuáriích a brakických vodách v hloubce 5 až 20 metrů. Neexistují žádné záznamy o výskytu druhu na mořských stanovištích, avšak nelze vyloučit, že přes moře trnuchy migrují.

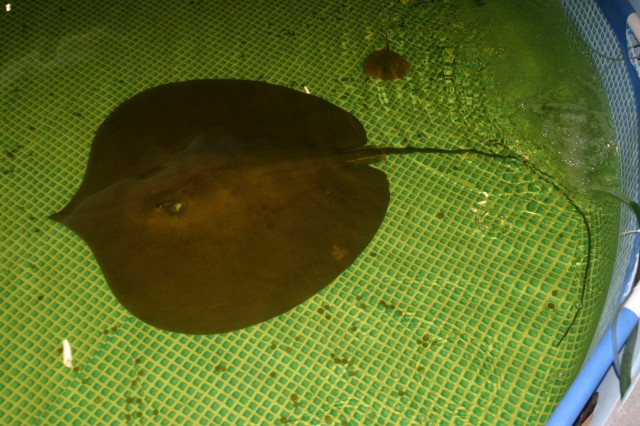
Trnucha říční v bazénku

### Rozmnožování
Samice trnuchy si zřejmě vybírají samce tak, že využívají svůj elektrosenzorický systém, který reaguje na sexuálně specifické signály vysílané samci. Jakmile je samice oplodněna, opouští samce a společně s ostatními samicemi pobývá v brakických vodách, kde také rodí mláďata. Samci mají na každé břišní ploutvi umístěn párový kopulační orgán nazývaný pterygopod. To jim umožňuje vyhledat po oplodnění první samice druhou a také ji oplodnit. Samci produkují a střádají sperma po celý rok, aby si tak zajistili jeho dostatečné množství v období páření.
O reprodukčním cyklu říčních trnuch ve volné přírodě toho víme jen málo. V zajetí bývají v jednom vrhu jedno až dvě mláďata. Nicméně informací z chovných programů je málo a většina jich byla ukončena. Samice odchycená v roce 1983 vážící 300 kg v sobě měla čtyři mláďata, která následně porodila. Každé mělo průměr disku okolo 30 cm. Samci se po spáření dál o své potomstvo nestarají, samice pečují o mláďata až do jejich dospělosti, přičemž říční estuária mohou sloužit, jako jakési školky. Dospělost nastává, doroste-li mladá trnucha do třetiny matčiny velikosti. Mladý jedinec pak opouští brakické vody a dál žije ve sladkovodním prostředí.

### Dožití, nepřátelé
O délce života tohoto druhu existuje málo informací, nicméně jiní členové rodu Himantura se ve volné přírodě dožívají 5–10 let. Trnuchy říční se špatně chovají v zajetí vzhledem k obtížím s poskytováním správné potravy a dostatečného prostoru.
Dospělé trnuchy mají jako největší živočichové ve svém okolí jen málo přirozených nepřátel. Díky usedlému životu a ochrannému zbarvení jsou i menší jedinci dobře chráněni před predátory, neboť splývají s říčním dnem. Silná, pilovitá a jedovatá horní část ocasu může sloužit k sebeobraně.

## Hospodářský význam, hrozby
Trnuchy říční slouží v některých asijských městech jako potrava, a to i přesto, že je jejich lov vzhledem k ohrožení druhu zakázán. Odchytávají se také pro mořská akvária a jsou též oblíbeným cílem mnoha sportovních rybářů.
Další hrozbou je degradace kvality vody v řekách Asie, ať už v důsledku kácení lesů nebo znečištění. Někdy na přelomu let 2008/2009 bylo v řece Bangpakong nalezeno 30 uhynulých exemplářů, které byly otráveny únikem škodlivých látek.

## Zajímavosti
- Český rybář Jakub Vágner chytil velký exemplář trnuchy, která měřila 220 cm a vážila přibližně 150 kg.[12]